# Suomi Warmetal
Suomi Warmetal är det finländska folk/melodisk death metal-bandet Ensiferums andra EP, utgiven i december 2014 som en bilaga till hårdrocksmagasinet Legacy Magazine.
EP:n består av coverlåtar tidigare utgivna som bonusspår på bandets album.

## Låtlista
1. "Warmetal" (Barathrum-cover) – 2:56
2. "Wrathchild" (Iron Maiden-cover) – 3:15
3. "Lady in Black" (Uriah Heep-cover) – 4:32
4. "Breaking the Law" (Judas Priest-cover) – 2:26

## Medverkande
Musiker
- Petri Lindroos – growl, gitarr
- Markus Toivonen – gitarr, sång, bakgrundssång
- Sami Hinkka - basgitarr, sång, bakgrundssång
- Emmi Silvennoinen - keyboard, orgel, bakgrundssång
- Janne Parviainen – trummor